# Міністерство юстиції Республіки Білорусь
Міністерство юстиції Республіки Білорусь (Мін'юст Білорусі) — відомство уряду Білорусі, уповноважене здійснювати регуляторну діяльність в сфері діловодства. Міністр юстиції призначається і знімається з посади президентом.

## Склад
- Центральний апарат — 2 головні управління, 11 управлінь, по одному департаменті та відділі[1];
- управління юстиції областей та м. Мінська;
- нотаріальні контори та архіви;
- Республіканський трудовий арбітраж.

## Завдання
- регулювання колективних робочих спорів, архівної справи та діловодства;
- участь у правовому забезпеченні законодавчої діяльності президента, Національного зборів і уряду;
- правова оцінка постанов Національного банку, Академії наук, відомств уряду, Рад та виконавчих комітетів областей та м. Мінськ;
- узгодження правових оцінок і перевірка правомірності обласними установами юстиції постанов місцевих Рад і виконавчих комітетів;
- налагодження отримання, зберігання і розповсюдження судами та підпорядкованими установами повних, достовірних та своєчасних юридичних відомостей;
- управління та нагляд за нотаріусами;
- управління та нагляд за обліком актів цивільного стану;
- облік та нагляд за дотриманням установчих документів політичних партій, професійних спілок, громадських об'єднань, міжнародних фондів, Білоруської торгово-промислової палати, Білоруської нотаріальної палати та міжнародних третейських судів;
- узгодження і нагляд за обліком і касацією підприємств, неторгових установ та індивідуальних підприємців;
- ведення єдиного обліку юридичних осіб і індивідуальних підприємців;
- забезпечення і перенавчання працівників обласних, міських і районних судів, а також Білоруського військового і та міжгарнізонного судів;
- Нагляд за дослідженнями в області криміналістики, документознавства, архівознавства, археографії та судової експертизи.
- Регулювання юридичних послуг.

## Повноваження
- запит в установах відомостей по діловодству;
- створення з числа державних фахівців завдань для розробки законодавства, постанов уряду та міжнародних договорів;
- передача повноважень підлеглим установам;
- встановлення прямих зв'язків з відповідними установами інших держав та міжнародними організаціями;
- схвалення наказів про касацію допущених Національним банком, Академією наук, відомствами уряду, Радами та виконавчими комітетами областей та Мінську порушень порядку підготовки, затвердження, обліку та оцінки законодавства;
- подача пропозицій в уряд про касацію постанов його відомств, президенту про призупинення постанов місцевих Рад або касацію постанов місцевих органів виконавчої влади, Рад Республіки про касацію постанов місцевих Рад;
- подача в уряд пропозицій про звільнення підлеглих йому чиновників за невиконання відомчих наказів;
- створення, перетворення і скасування підпорядкованих установ;
- перевірка установ з діловодства та архівної справи[2].